# Julen Arriolabengoa
Julen Arriolabengoa Beitia (Eskoriatza, 16 februari 2001) is een Spaans wielrenner die in 2024 prof werd bij Caja Rural-Seguros RGA.

## Carrière
In 2023, als laatstejaarsbelofte, behaalde Arriolabengoa meerdere overwinningen in het Spaanse amateurcircuit. Daarnaast werd hij zevende in het nationale kampioenschap op de weg voor beloften.
In 2024 werd Arriolabengoa prof bij Caja Rural-Seguros RGA, dat hem overhevelde vanuit hun opleidingsploeg. Zijn eerste wedstrijdkilometers van het seizoen maakte hij op Mallorca, waar hij aan de start stond van alle vijf manches van de Challenge Mallorca.

## Resultaten in voornaamste wedstrijden
|      | \| Jaar \| Clásica San Sebastián \| \| ---- \| --------------------- \| \| 2025 \| opgave \| |
| Jaar | Clásica San Sebastián                                                                        |
| 2025 | opgave                                                                                       |

## Ploegen
- 2024 –  Caja Rural-Seguros RGA
- 2025 –  Caja Rural-Seguros RGA

Arriola-Bengoa · Aular · Babor · Balderstone · Barceló · Bárta · Berwick · Cepeda · Etxeberria 
· Fernández · González · Guardeño · Hailemichael · Johnston · Leitão · López · Murguialday · Nicolau · Prades ·Schlegel · Silva · Sorarrain · Díaz (stagiair) · Ibáñez (stagiair)